# Nicolas Bertin
Nicolas Bertin (1667-1736) foi um pintor francês, pupilo de Jouvenet e Bon Boullogne. Protegido por Louvois, foi contratado no início de Versalhes. Ganhou o prêmio de Roma em 1685. Em 1689, deixou Roma e foi para Lyon, como muitos outros artistas, por causa da importância da cidade. Posteriormente, retornou a Paris e trabalhou no Zoológico e no Trianon (teatro parisiense). Em 1703, foi recebido na Academia com a obra Hercule délivrant Prométhée (Hercules entregando Prometeus, em tradução livre). A arte de Nicolas Bertin reflete a de seus mestres na tradição clássica.

## Obras
- Saint Philippe baptisant l'eunuque de Candace, 1718 - Louvre[2]
- Hercule délivrant Prométhée - Museu de Belas Artes de Rouen[3]
- Construction de l'arche de Noé, 1685
- La Lapidation de saint Étienne - Museu Henri-Dupuis de Saint-Omer[4]
- Moïse et les filles de Jethro - Museu Sandelin de Saint-Omer[5]
- Moïse et les filles de Jethro, 2ª versão - Museu Lambinet de Versailles[6]
- La Résurrection de Lazare, 1720 - Museu Lambinet de Versailles[7]
- Phaeton conduisant le char du Soleil, 1720 - Louvre[8]
- Vertumne et Pomone, 1706 - Museu Nacional do Castelo e do Trianon de Versalhes[9]
- Le Triomphe de David - Museu de Belas Artes de Lille[10]

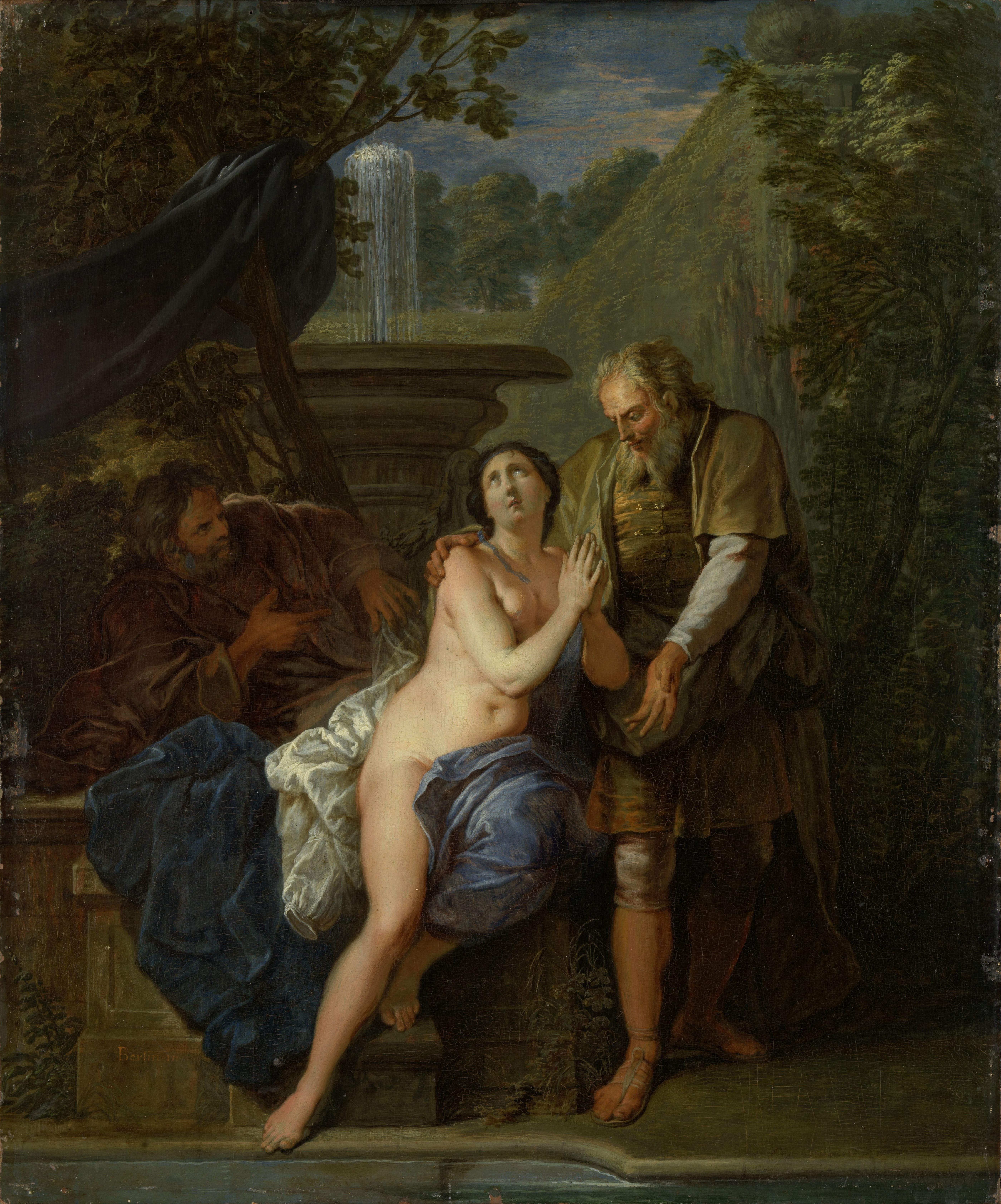
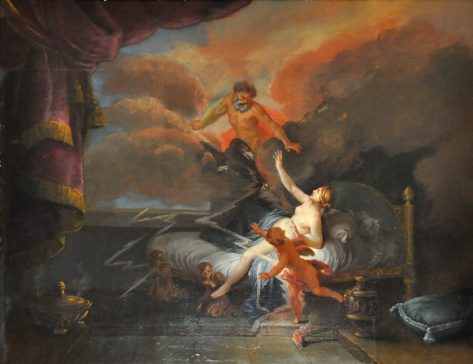
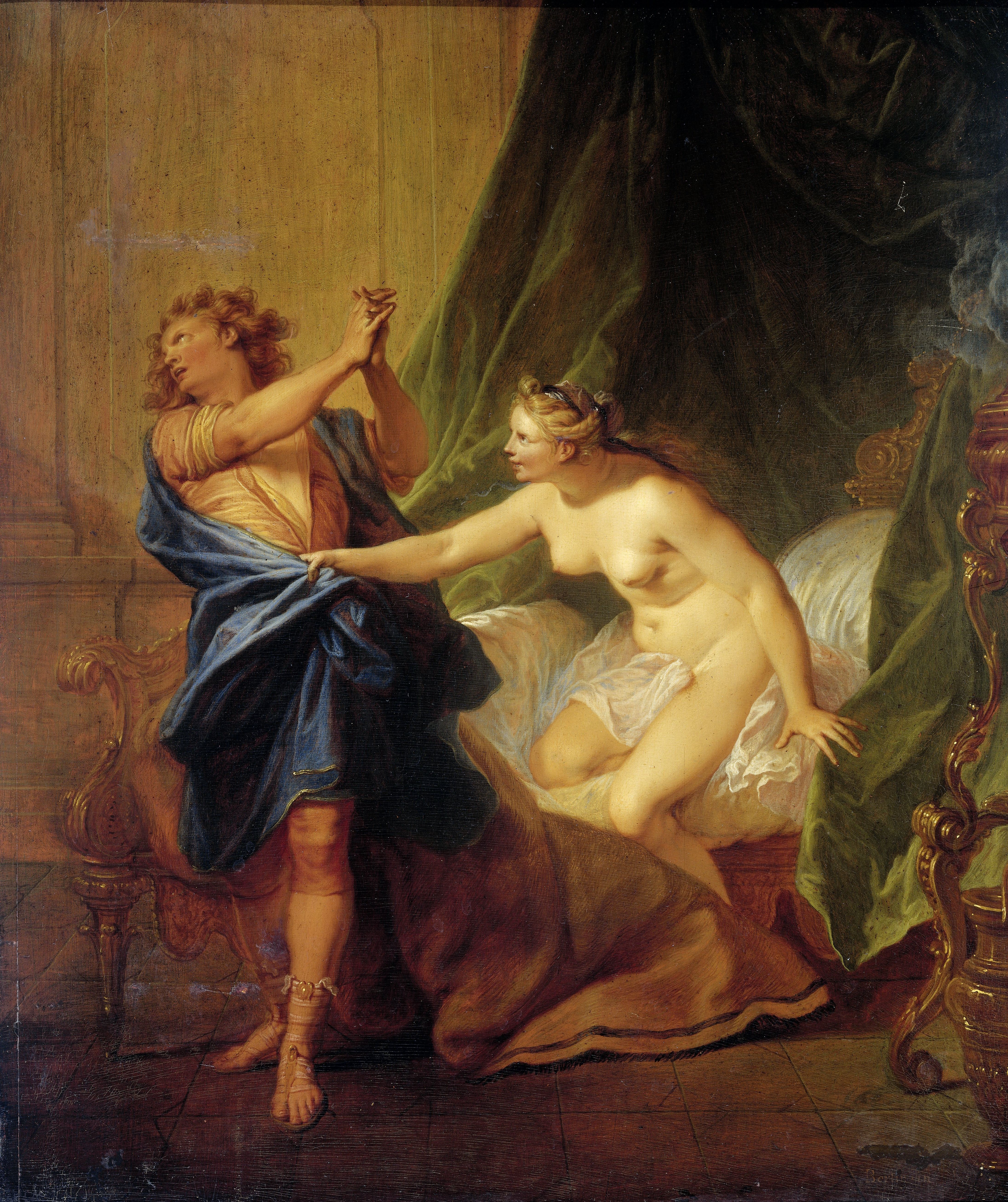
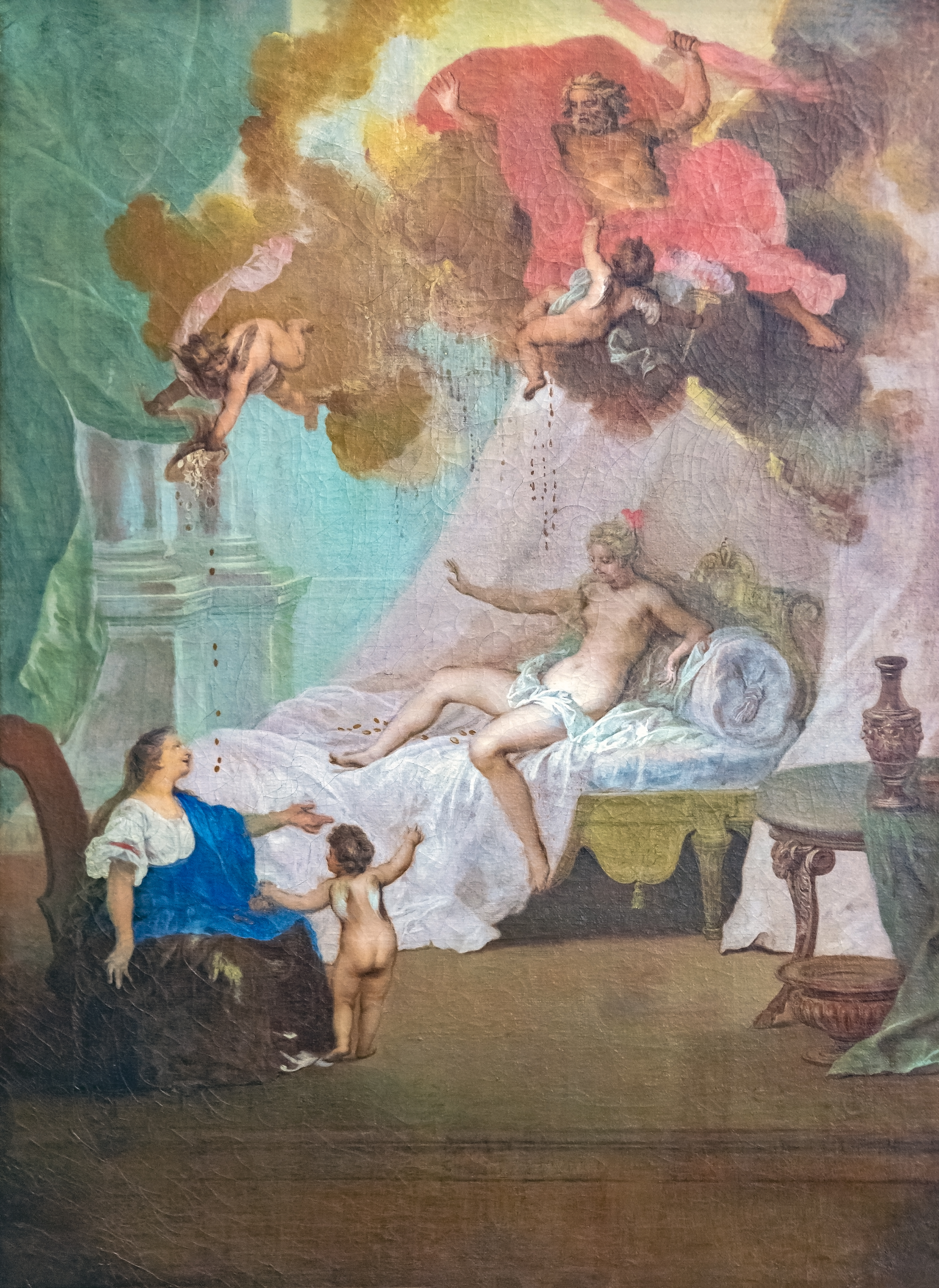
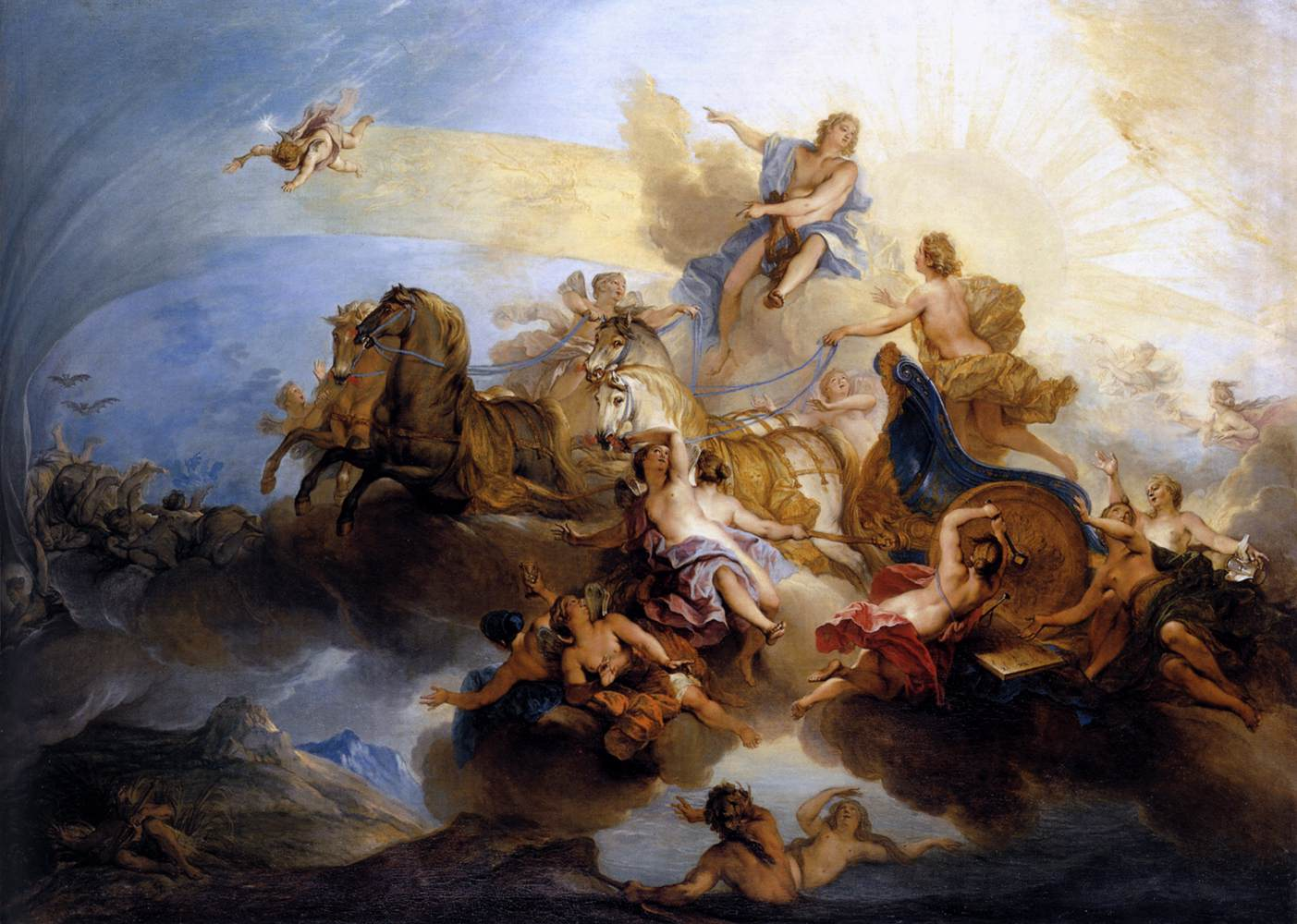
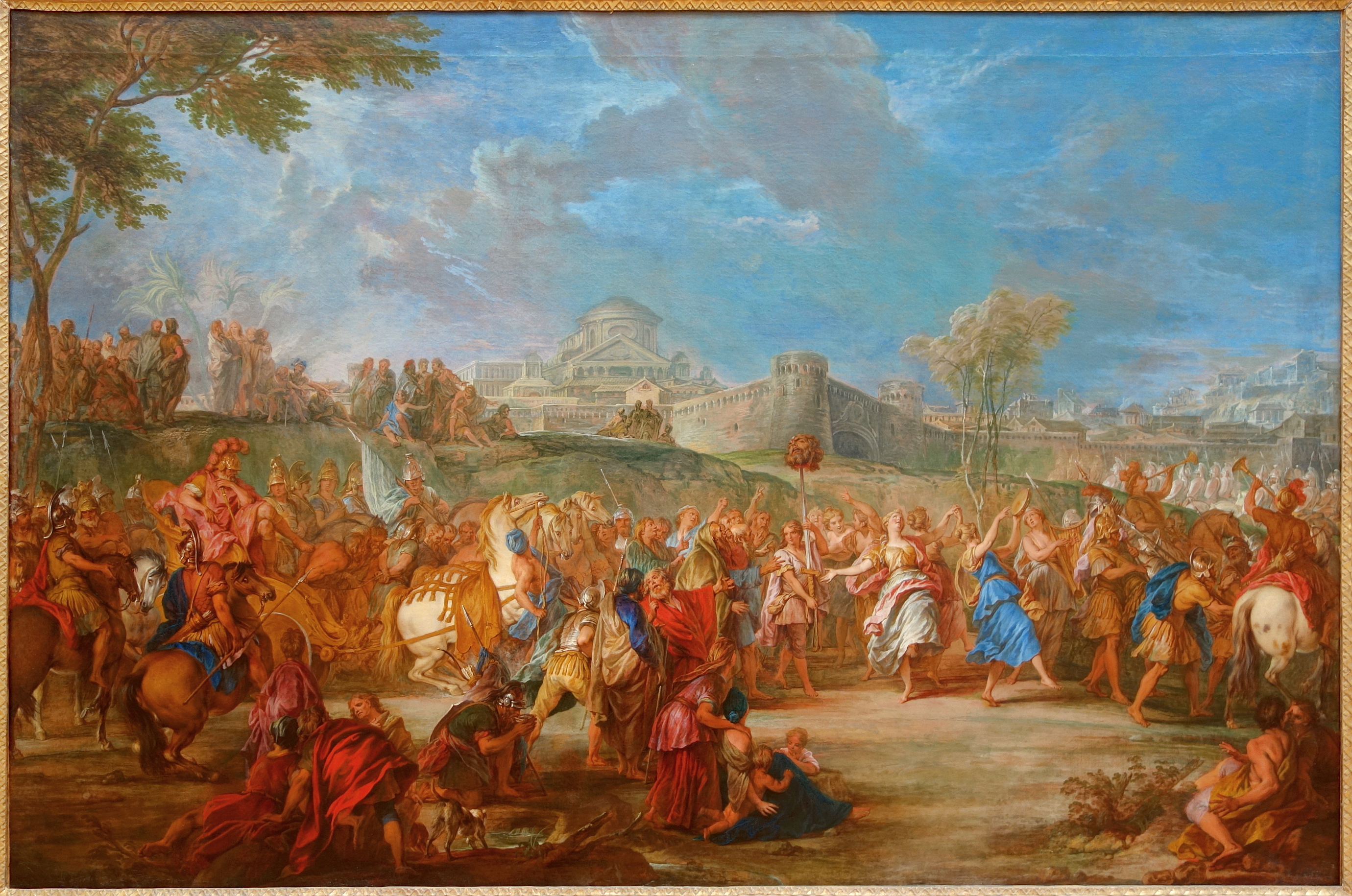
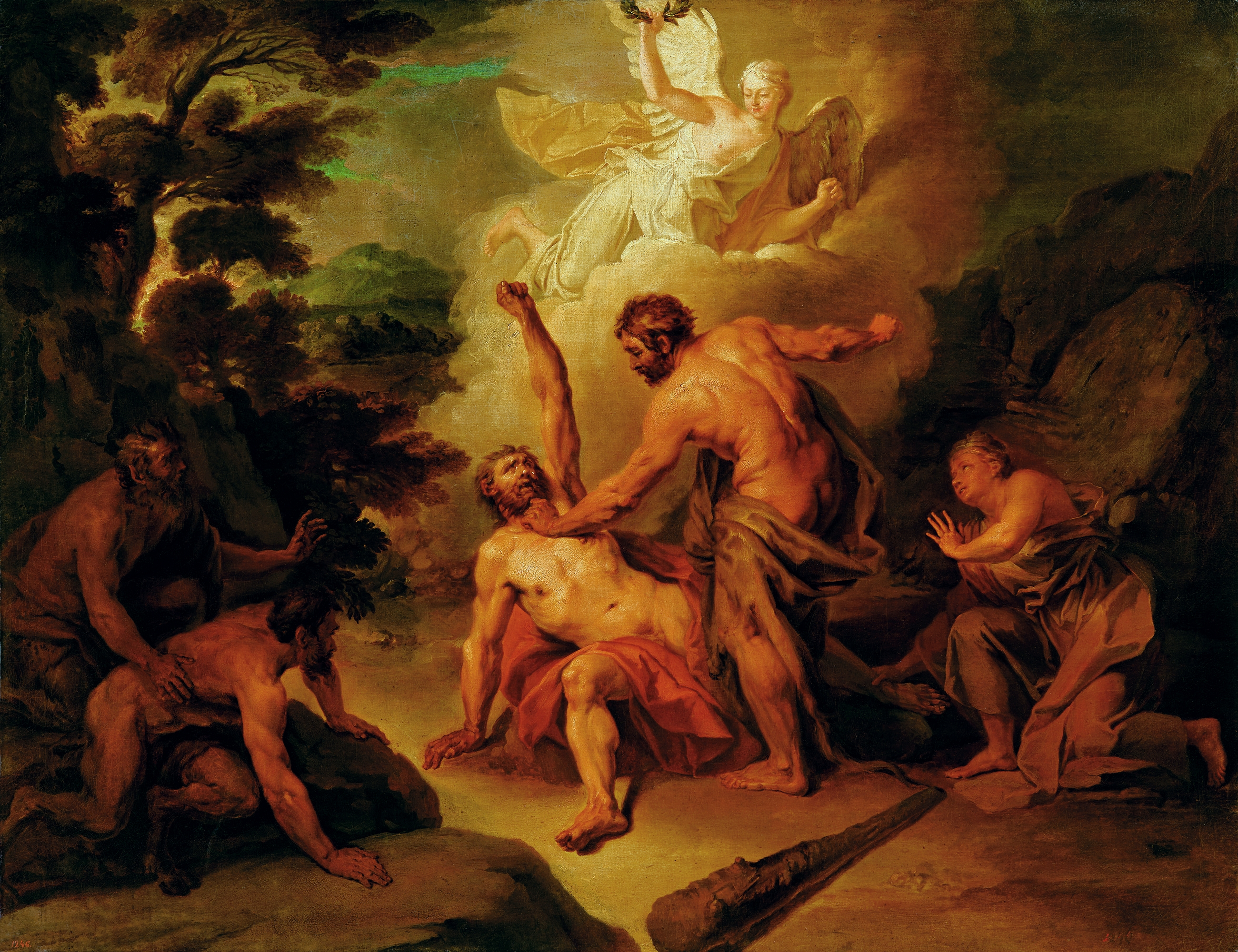